# 점촌함창 나들목
점촌함창 나들목(Jeomchon-Hamchang IC)은 경상북도 상주시 함창읍 나한리와 이안면 양범리에 걸쳐 설치된 중부내륙고속도로의 18번 교차로이다. 나들목 진출입로는 함창읍 대조리와 접하고 있으며, 함창읍, 이안면 및 문경시내로 진출할 수 있다.

## 명칭
최초로 검토된 교차로의 명칭은 문경시의 지명인 '점촌'이었다. 그러나 실제 나들목이 소재하는 지역의 지자체인 상주시의 건의를 수렴하여 '함창'이 추가되어 현재와 같은 교차로 명칭이 부여되었다.

## 구조물 정보
- 위치: 경상북도 상주시 함창읍 나한리, 이안면 양범리
- 영업소: 경상북도 상주시 함창읍 문경대로 331-83

## 접속하는 도로
- 국도 제3호선 (문경대로)
- 간접 연결 : 국가지원지방도 제32호선 (당교로, 대조 교차로 이용)

## 교통량 정보
| 요금소            | 통행량 (대/일) | 통행량 (대/일) | 통행량 (대/일) | 통행량 (대/일) | 통행량 (대/일) | 통행량 (대/일) | 통행량 (대/일) | 통행량 (대/일) | 통행량 (대/일) | 통행량 (대/일) | 각주  |
| 요금소            | 2001년         | 2002년         | 2003년         | 2004년         | 2005년         | 2006년         | 2007년         | 2008년         | 2009년         | 2010년         | 각주  |
| ----------------- | -------------- | -------------- | -------------- | -------------- | -------------- | -------------- | -------------- | -------------- | -------------- | -------------- | ----- |
| 점촌함창 (폐쇄식) | 미개통         | 미개통         | 미개통         | 2,565          | 2,542          | 2,658          | 2,683          | 2,646          | 2,672          | 2,694          | [ 1 ] |
| 요금소            | 2011년         | 2012년         | 2013년         | 2014년         | 2015년         | 2016년         | 2017년         | 2018년         | 2019년         |                | [ 1 ] |
| 점촌함창 (폐쇄식) | 2,661          | 2,635          | 2,678          | 2,727          | 2,724          | 2,521          | 2,299          | 2,238          | 2,108          |                | [ 1 ] |